# Враново
Враново је насељено место града Смедерева у Подунавском округу. Према попису из 2022. године било је 2456 становника и 876 домаћинства.

## Име села
Под именом Враново данашње насеље забележено је у арачким списковима за 1818. годину. Међутим, у документима, путописима и разним тефтерима оно се помиње као Врањево, Вранови и Вранова. Осим данашњег насеља Враново ни једно друго место у нашој земљи не носи то име. Забележено је само једно насеље са именом Вран и то у близини Ариља. Како је насеље добило име није поуздано утврђено, тако да постоји више претпоставки о имену села. У нашој земљи већи број насеља носи име биљака, животиња, птица или име оснивача насеља. Вероватно да је Враново добило име по вранама и гавранима. Наиме првобитно насеље Вранова налазило се у густој храстовој шуми. У крошњама ових столетних храстова бивала су гнезда врана и гаврана. Њихово непријатно грактање чуло се далеко па је вероватно село по њима добило име.

## Историја
Место се налази јужно од Смедерева. Нема података, а ни традиција није очувана, на основи чега се са сигурношћу може говорити о постанку и прошлости овога насеља. Ипак се на основу неких података може закључити, да је у близини данашњег Вранова постојало старије насеље. На карти из доба аустријске владавине (1718—1739. г) источно од места на коме је Враново, уцртано је насељено место под именом Zerlien. Ово је свакако било Церје, које се помиње као насељено место у арачким списковима из првих десетина 19. века, чије је становнике књаз Милош раселио и населио их у Липе.
Враново се помиње у арачким списковима у првим десетинама 19. века и имало је 1818. године и 1822. г. 20 кућа. Године 1846. у селу је било 76 кућа. По попису из 1921. године. Враново је имало 206 кућа са 1244 становника.
У старије породице се убрајају Милојевићи (Радојевићи, Јовановићи) који су старином од Косова, Ракићи (Пантићи, Живковићи), затим Чолићи, Андријевићи (Глуваћи) и Игњатовићи (Ратковићи). Ратковићи се сматрају као први досељеници. Остале су породице досељеници из околине Крушевца, Зајечара и Ниша, затим има досељеника од Тимока, из Крајине и Хомоља, од Косова и из околних места.. (подаци датирају од 1718-1925. г).
Овде се налазе ОШ „Доситеј Обрадовић” Враново, Археолошки локалитет Орнице и Црква Свете Тројице у Вранову.

## Привреда

### Привреда Вранова пре оснивања земљорадничке задруге
Ослобођена турског ропства, Србија чини огромне напоре да поправи стање своје привреде, која је годинама била спутавана турским феудалним системом. У привреди земље долази до великих и наглих промена. Прелази се са натуралне на новчану привреду и са екстензивне на интензивну пољопривреду. У селима основна привредна делатност била је пољопривреда. Пописом из 1863. године може се закључити да је Враново било једно од богатијих села Поморавља.

### Оснивање земљорадничке задруге
У кући Лазара Савића - Геџе одржана је 1894. године оснивачка скупштина у присуству већег броја земљорадника. Тада је донета одлука о оснивању Врановске земљорадничке задруге. Петнаестак дана касније, тачније 29. марта 1894. године, 32 земљорадника потписала су у Окружном суду у Смедереву акт о оснивању земљорадничке задруге, прве задруге овог типа у Србији.
Како није постојао закон о задругама, то је ова задруга радила по правилима „Међусобног уговора о заједничкој помоћи“ који је потврђен код Окружног суда у Смедереву 29. марта 1894. године. Тек 1899. године донета су прва задружна правила која су усаглашена са законом о земљорадничким задругама и потврђена у смедеревском суду 2. децембра исте године. Задруга послује под називом Врановска земљорадничка задруга. Десетак дана по оснивању задруге у Вранову, Михајило Аврамовић са својим сарадницима основао је и другу задругу у Србији у селу Азањи код Смедеревске Паланке.

### Привреда Вранова данас
Враново је данас доста развијено село које броји око 3000 становника. Иако се становништво претежно бави пољопривредом, она није главна привредна грана. Већина становника Вранова запослено је у фирмама Железара Смедерево, Милан Благојевић, Желвоз, итд. У Вранову постоји неколико малих предузећа која се баве производњом и продајом печурки, као и прављења компоста за печурке.
Саобраћајни потенцијал Вранова је велики. Поред Вранова пролази некадашњи Цариградски друм, пут који је некад био веома значајан за нашу земљу. Железнички саобраћај у Вранову је доста развијен зато што се налази у близини Мале Крсне и великог железничког чвора који води у три правца. Иако се налази поред великих саобраћајница, туристички потенцијал Вранова је веома мали и заснива се само потребама мештана.

## Демографија
У насељу Враново живи 2099 пунолетних становника, а просечна старост становништва износи 39,6 година (38,2 код мушкараца и 41,0 код жена). У насељу има 859 домаћинстава, а просечан број чланова по домаћинству је 3,13.
Ово насеље је великим делом насељено Србима (према попису из 2002. године).
|             | \| Демографија[3] \| Демографија[3] \| Демографија[3] \| \| Година \| Становника \| Становника \| \| -------------- \| -------------- \| -------------- \| \| 1948. \| 1.789 \| \| \| 1953. \| 1.931 \| \| \| 1961. \| 2.155 \| \| \| 1971. \| 2.404 \| \| \| 1981. \| 2.811 \| \| \| 1991. \| 2.888 \| 2.735 \| \| 2002. \| 2.682 \| 2.840 \| \| 2011. \| 2.690 \| \| \| 2022. \| 2.456 \| \| |            |
| Демографија | |            |
| Година      | Становника | Становника |
| 1948.       | 1.789 |            |
| 1953.       | 1.931 |            |
| 1961.       | 2.155 |            |
| 1971.       | 2.404 |            |
| 1981.       | 2.811 |            |
| 1991.       | 2.888 | 2.735      |
| 2002.       | 2.682 | 2.840      |
| 2011.       | 2.690 |            |
| 2022.       | 2.456 |            |

| Етнички састав према попису из 2002.‍ | Етнички састав према попису из 2002.‍ | Етнички састав према попису из 2002.‍ | Етнички састав према попису из 2002.‍ | Етнички састав према попису из 2002.‍ |
| ------------------------------------ | ------------------------------------ | ------------------------------------ | ------------------------------------ | ------------------------------------ |
|                                      |                                      |                                      |                                      |                                      |
| Срби                                 | Срби                                 |                                      | 2.650                                | 98,80%                               |
| Роми                                 | Роми                                 |                                      | 5                                    | 0,18%                                |
| Југословени                          | Југословени                          |                                      | 4                                    | 0,14%                                |
| Румуни                               | Румуни                               |                                      | 3                                    | 0,11%                                |
| Црногорци                            | Црногорци                            |                                      | 2                                    | 0,07%                                |
| Муслимани                            | Муслимани                            |                                      | 2                                    | 0,07%                                |
| Хрвати                               | Хрвати                               |                                      | 1                                    | 0,03%                                |
| Словаци                              | Словаци                              |                                      | 1                                    | 0,03%                                |
| Руси                                 | Руси                                 |                                      | 1                                    | 0,03%                                |
| Немци                                | Немци                                |                                      | 1                                    | 0,03%                                |
| Мађари                               | Мађари                               |                                      | 1                                    | 0,03%                                |
| непознато                            | непознато                            |                                      | 5                                    | 0,18%                                |

| \| \| м \| \| \| ж \| \| ? \| 2 \| \| \| 2 \| \| 80+ \| 10 \| \| \| 24 \| \| 75—79 \| 25 \| \| \| 37 \| \| 70—74 \| 66 \| \| \| 78 \| \| 65—69 \| 67 \| \| \| 74 \| \| 60—64 \| 73 \| \| \| 77 \| \| 55—59 \| 57 \| \| \| 68 \| \| 50—54 \| 114 \| \| \| 119 \| \| 45—49 \| 123 \| \| \| 105 \| \| 40—44 \| 91 \| \| \| 88 \| \| 35—39 \| 81 \| \| \| 74 \| \| 30—34 \| 101 \| \| \| 75 \| \| 25—29 \| 93 \| \| \| 92 \| \| 20—24 \| 112 \| \| \| 88 \| \| 15—19 \| 90 \| \| \| 90 \| \| 10—14 \| 81 \| \| \| 88 \| \| 5—9 \| 90 \| \| \| 81 \| \| 0—4 \| 82 \| \| \| 64 \| \| Просек : \| 37,2 \| \| \| 39,6 \| |      |  |  |      |
| |      |  |  |      |
| | м    |  |  | ж    |
| ? | 2    |  |  | 2    |
| 80+ | 10   |  |  | 24   |
| 75—79 | 25   |  |  | 37   |
| 70—74 | 66   |  |  | 78   |
| 65—69 | 67   |  |  | 74   |
| 60—64 | 73   |  |  | 77   |
| 55—59 | 57   |  |  | 68   |
| 50—54 | 114  |  |  | 119  |
| 45—49 | 123  |  |  | 105  |
| 40—44 | 91   |  |  | 88   |
| 35—39 | 81   |  |  | 74   |
| 30—34 | 101  |  |  | 75   |
| 25—29 | 93   |  |  | 92   |
| 20—24 | 112  |  |  | 88   |
| 15—19 | 90   |  |  | 90   |
| 10—14 | 81   |  |  | 88   |
| 5—9 | 90   |  |  | 81   |
| 0—4 | 82   |  |  | 64   |
| Просек : | 37,2 |  |  | 39,6 |

| Година пописа     | 1948. | 1953. | 1961. | 1971. | 1981. | 1991. | 2002. |
| ----------------- | ----- | ----- | ----- | ----- | ----- | ----- | ----- |
| Број домаћинстава | 374   | 413   | 496   | 588   | 718   | 812   | 836   |

| Број чланова      | 1   | 2   | 3   | 4   | 5  | 6  | 7  | 8 | 9 | 10 и више | Просек |
| ----------------- | --- | --- | --- | --- | -- | -- | -- | - | - | --------- | ------ |
| Број домаћинстава | 136 | 206 | 142 | 183 | 84 | 50 | 29 | 2 | 3 | 1         | 3,21   |

| Пол    | Укупно | Неожењен/Неудата | Ожењен/Удата | Удовац/Удовица | Разведен/Разведена | Непознато |
| ------ | ------ | ---------------- | ------------ | -------------- | ------------------ | --------- |
| Мушки  | 1.105  | 376              | 626          | 60             | 42                 | 1         |
| Женски | 1.091  | 229              | 640          | 176            | 43                 | 3         |
| УКУПНО | 2.196  | 605              | 1.266        | 236            | 85                 | 4         |

| Пол    | Укупно                    | Пољопривреда, лов и шумарство | Рибарство                            | Вађење руде и камена | Прерађивачка индустрија       |
| ------ | ------------------------- | ----------------------------- | ------------------------------------ | -------------------- | ----------------------------- |
| Мушки  | 532                       | 79                            | 0                                    | 2                    | 251                           |
| Женски | 277                       | 95                            | 0                                    | 1                    | 76                            |
| Укупно | 809                       | 174                           | 0                                    | 3                    | 327                           |
|        |                           |                               |                                      |                      |                               |
| Пол    | Производња и снабдевање   | Грађевинарство                | Трговина                             | Хотели и ресторани   | Саобраћај, складиштење и везе |
| Мушки  | 7                         | 63                            | 35                                   | 4                    | 26                            |
| Женски | 0                         | 5                             | 41                                   | 4                    | 8                             |
| Укупно | 7                         | 68                            | 76                                   | 8                    | 34                            |
|        |                           |                               |                                      |                      |                               |
| Пол    | Финансијско посредовање   | Некретнине                    | Државна управа и одбрана             | Образовање           | Здравствени и социјални рад   |
| Мушки  | 0                         | 10                            | 17                                   | 9                    | 21                            |
| Женски | 1                         | 7                             | 6                                    | 14                   | 17                            |
| Укупно | 1                         | 17                            | 23                                   | 23                   | 38                            |
|        |                           |                               |                                      |                      |                               |
| Пол    | Остале услужне активности | Приватна домаћинства          | Екстериторијалне организације и тела | Непознато            | Непознато                     |
| Мушки  | 4                         | 1                             | 0                                    | 3                    | 3                             |
| Женски | 1                         | 0                             | 0                                    | 1                    | 1                             |
| Укупно | 5                         | 1                             | 0                                    | 4                    | 4                             |